# Szaporca
Szaporca község Baranya vármegyében, a Siklósi járásban.

## Fekvése
A Kelet-Ormánságban, a Dráva közelében fekszik, a folyótól mintegy 3 kilométerre, a Fekete-víz mellett. Kémes déli szomszédságában helyezkedik el, közel Cúnhoz és Tésenfához.

### Megközelítése
Közúton a Harkány-Sellye-Darány közt húzódó 5804-es úton közelíthető meg, melyről Kémes központjában letérve juthatunk a községbe, az 58 126-os számú mellékúton.
A falu határában húzódik az EuroVelo nemzetközi kerékpárút-hálózat 13. számú, „Vasfüggöny” útvonalának horvát-magyar határ menti szakasza, amelynek itt ér véget a Drávasztáráról induló 4. számú etapja, és itt kezdődik a Harkányig tartó 5. etap.

## Története
Az Árpád-kori település első említése 1117-ből származik, Supurkan alakban.
Természeti adottságainak köszönhetően a település élete összefonódott a Drávával; az éltette és nádasaiban rejtegette a falu népét háború idején.
A második világháborúban jelentős károk érték a települést és az 1883-ban épült református templomot a német és bolgár csapatok közötti harcok során.
Napjainkban a falu környéke a Duna–Dráva Nemzeti Park Igazgatóságának kezelésében áll, miután az itt elterülő Cún–Szaporca-holtágrendszer a Dráva-medence legnagyobb, és érintetlen volta miatt természetvédelmileg a legjelentősebb egybefüggő holtágrendszere.

## Közélete

### Polgármesterei
- 1994–1998: Jakab Jenő (független)[5]
- 1998–2000: Bakó Imre (független)[6]
- 2000–2002: Kovács János (független)[7][8]
- 2002–2006: Kovács János (független)[9]
- 2006–2010: Kovács János (független)[10]
- 2010–2014: Kovács János (független)[11]
- 2014–2019: Pál Csaba (független)[12]
- 2019–2024: Pál Csaba (független)[13]
- 2024– : Pál Csaba (független)[1]

A településen 2000. május 7-én időközi polgármester-választást tartottak, az előző polgármester lemondása miatt.

## Népessége
A település népességének változása:
| Lakosok száma | 241  | 230  | 231  | 219  | 235  | 201  | 206  | 201  |
|               | 2013 | 2014 | 2015 | 2019 | 2021 | 2022 | 2023 | 2024 |

A 2011-es népszámlálás során a lakosok 94,8%-a magyarnak, 6,4% cigánynak, 0,4% románnak mondta magát (5,2% nem nyilatkozott; a kettős identitások miatt a végösszeg nagyobb lehet 100%-nál). A vallási megoszlás a következő volt: római katolikus 52,8%, református 24,9%, evangélikus 0,4%, görögkatolikus 0,4%, felekezeten kívüli 9,9% (10,7% nem nyilatkozott).
2022-ben a lakosság 91%-a vallotta magát magyarnak, 4% cigánynak, 0,5% németnek, 0,5% románnak, 0,5% egyéb, nem hazai nemzetiségűnek (8,5% nem nyilatkozott; a kettős identitások miatt a végösszeg nagyobb lehet 100%-nál). Vallásuk szerint 26,4% volt római katolikus, 17,9% református, 0,5% görög katolikus, 0,5% ortodox, 6,5% egyéb katolikus, 11,4% felekezeten kívüli (36,8% nem válaszolt).

## Nevezetességei

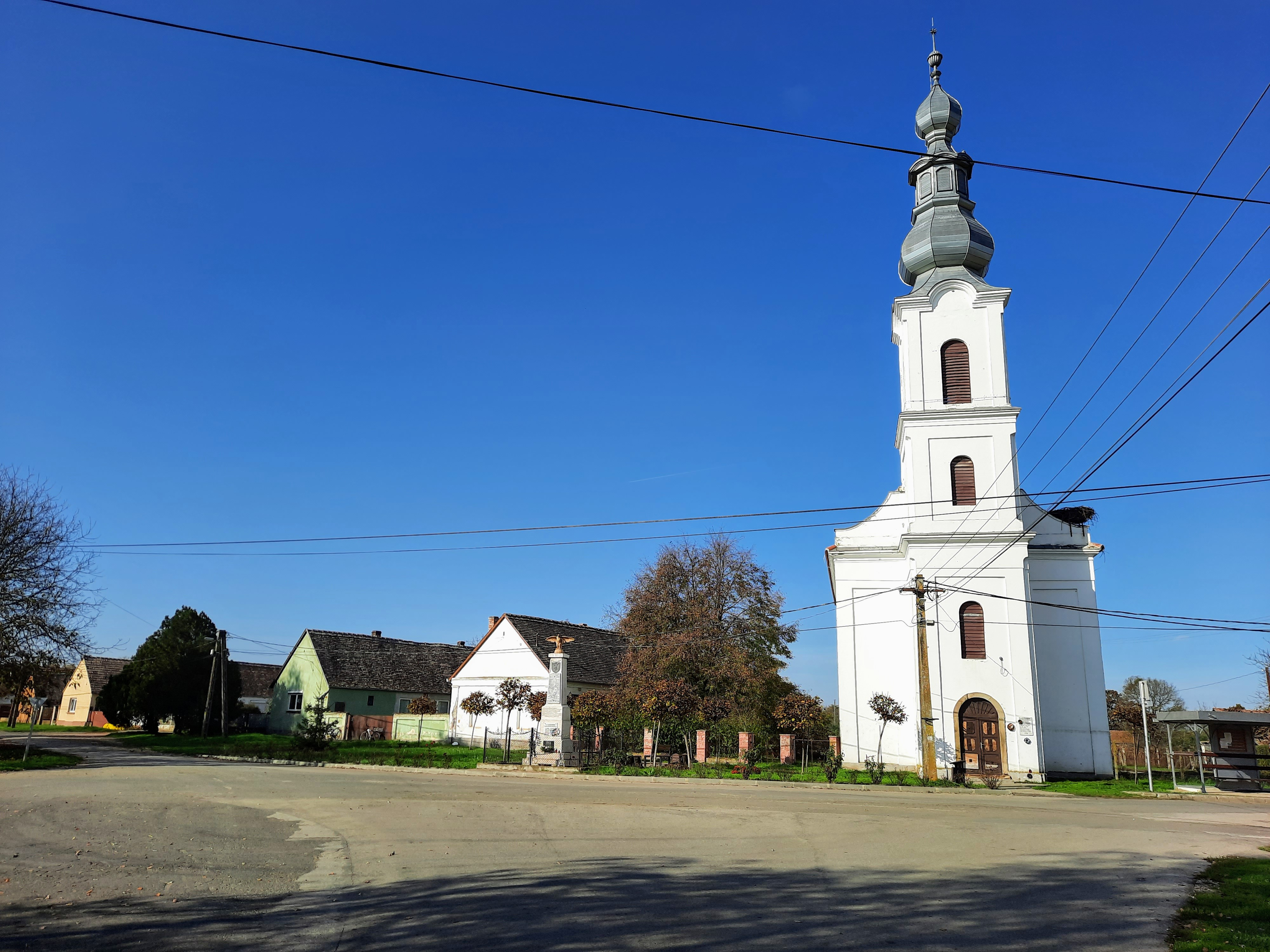
faluközpont, református templom

- Református templom (1883)
- Tájház (1897)
- Szaporcai Cifraház

## Turizmus
2020-ban 50 turistát befogadó turistaház épült.

## Képek

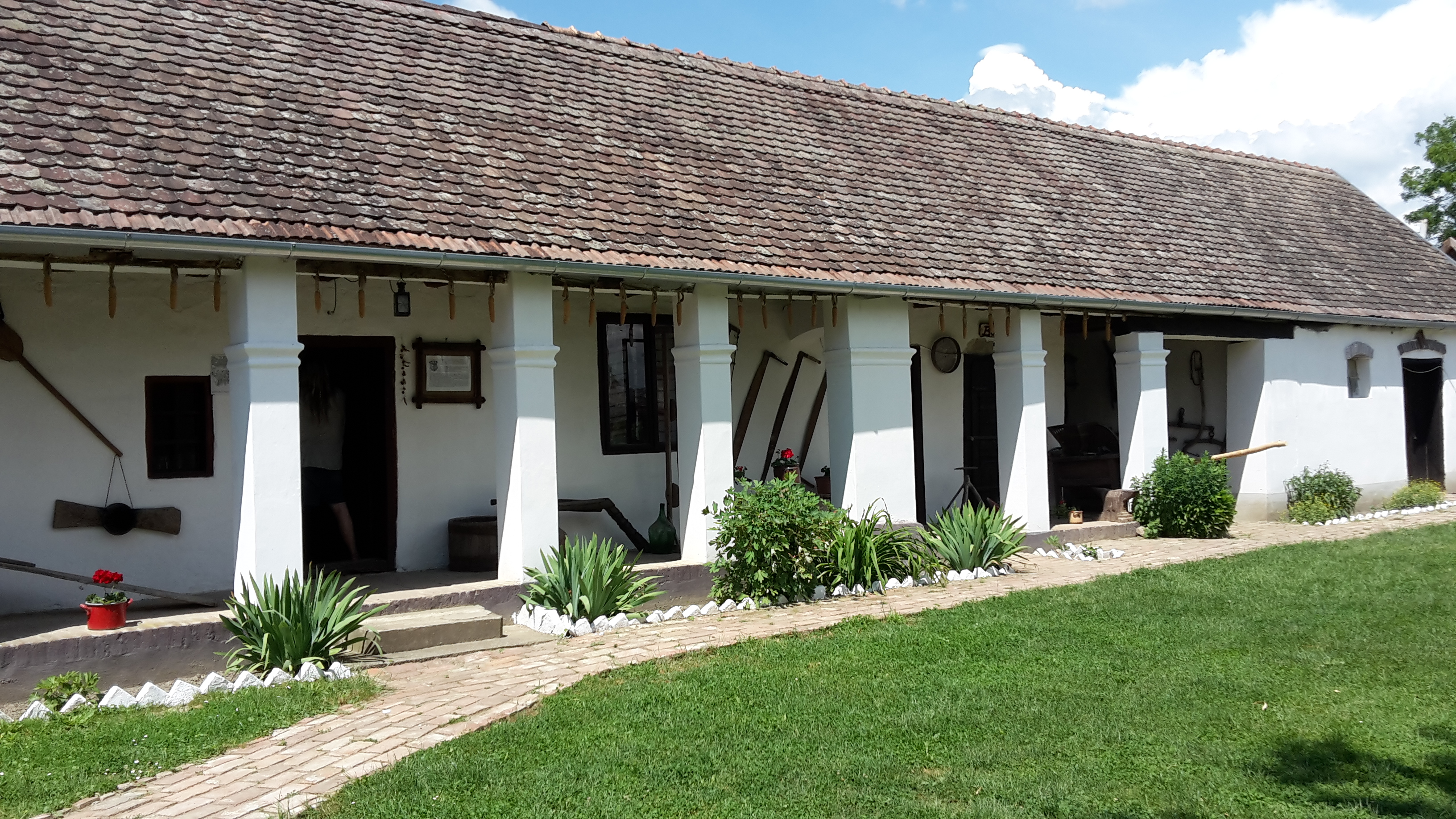
A Szaporcai Cifraház - élő tájház, közösségi-, kulturális színtérAz Eperfa tájház az udvar felől …
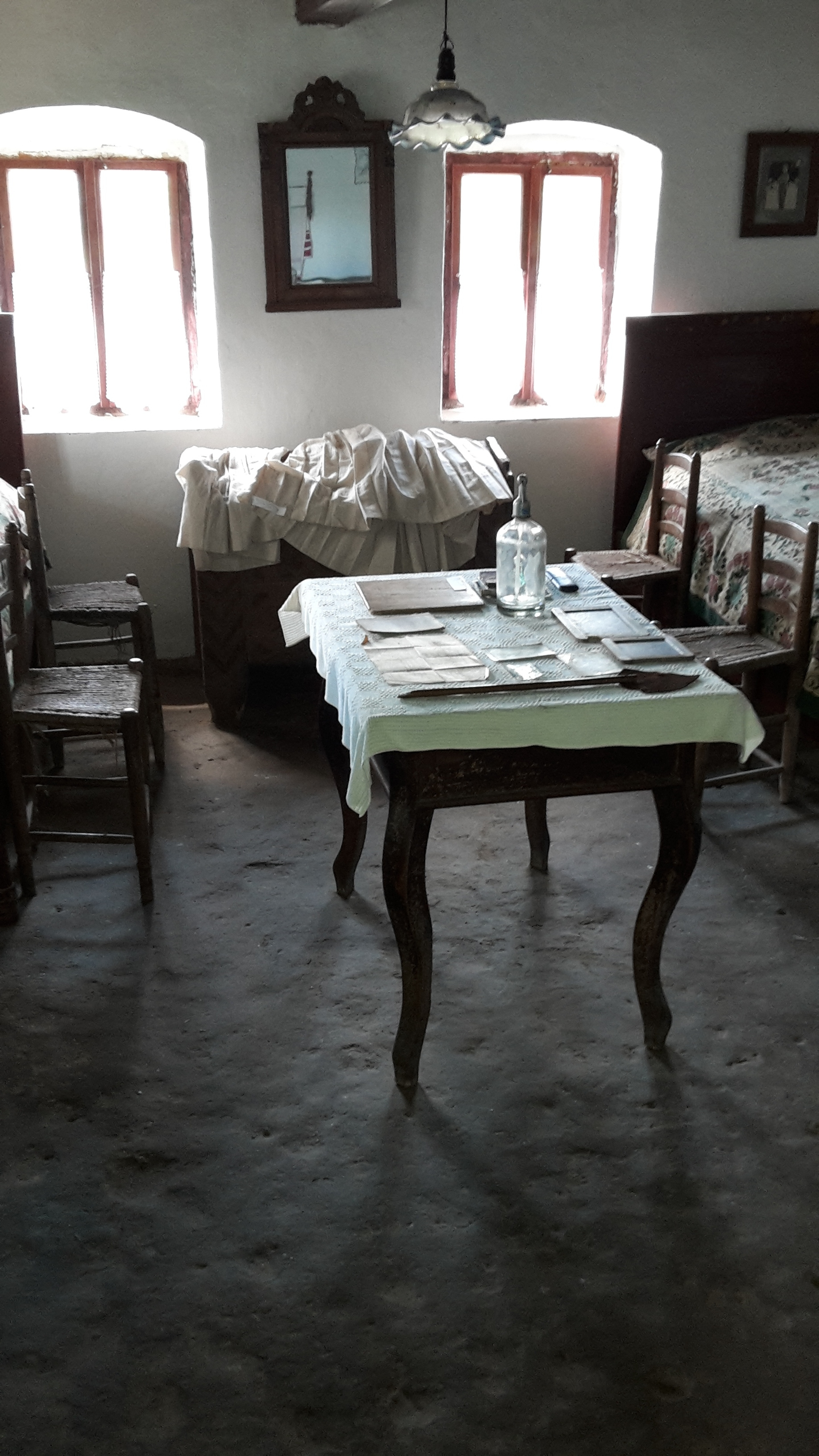
… szobabelsője
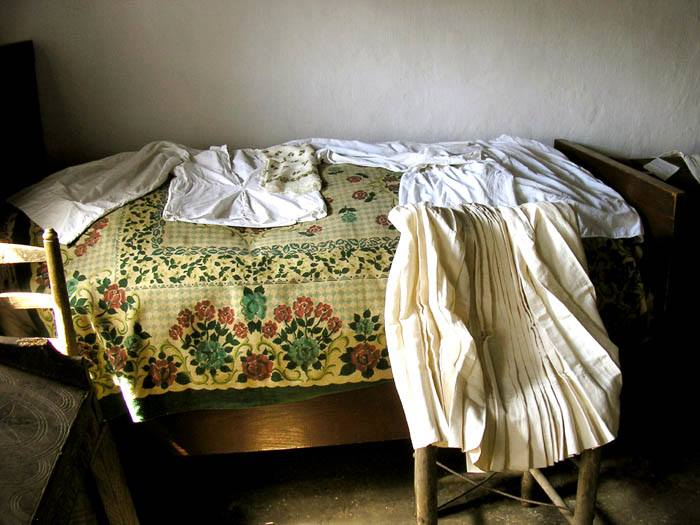
… szobabelsője
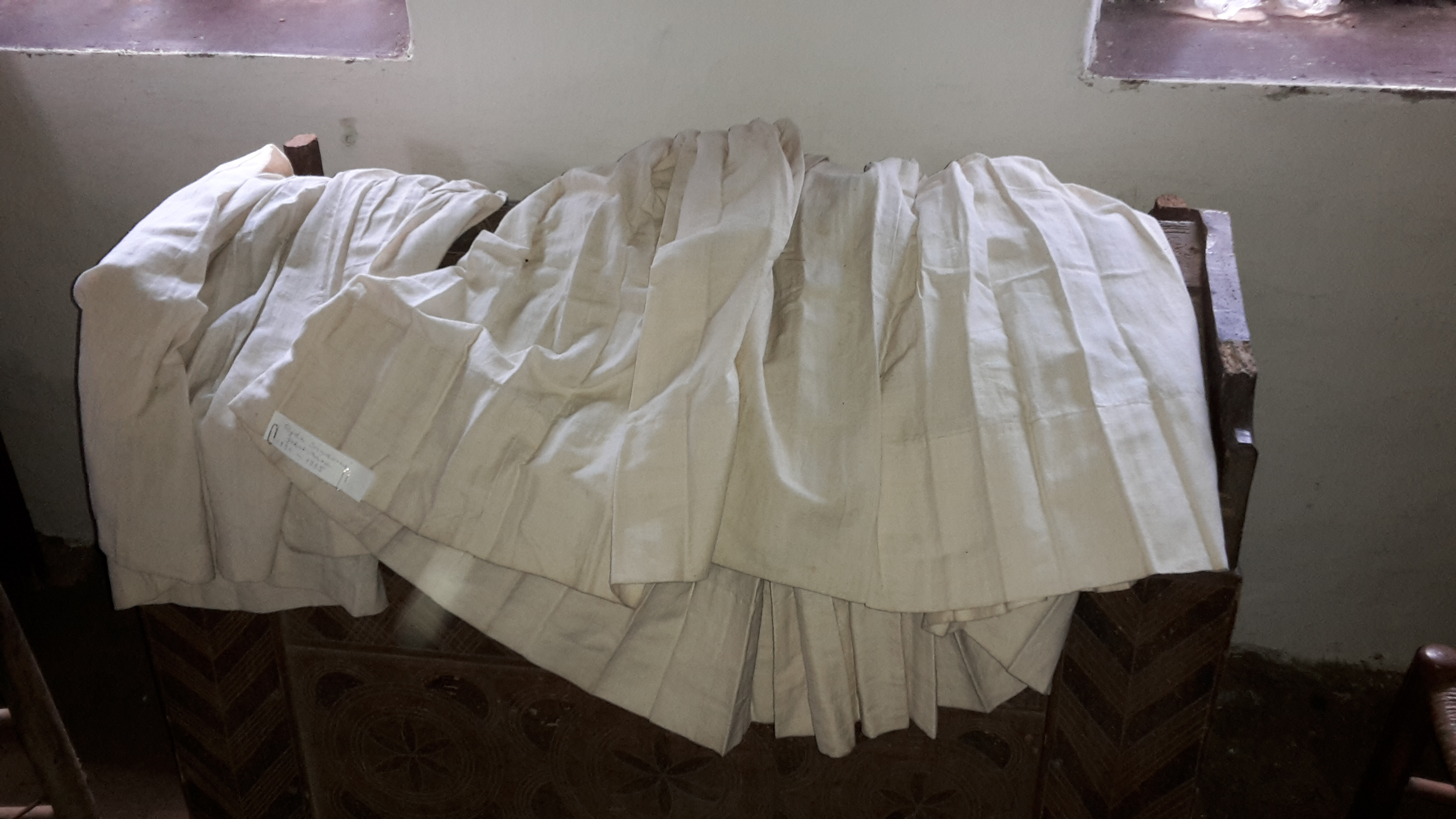
Bikla (kebél) a tájházban